# Węgrowo
Węgrowo (d. Węgrowo Polskie) – wieś w Polsce położona w województwie kujawsko-pomorskim, w powiecie grudziądzkim, w gminie Grudziądz.
1 lipca 1976 część Węgrowa (211,26 ha) włączono do Grudziądza.

## Podział administracyjny
W latach 1975–1998 miejscowość administracyjnie należała do województwa toruńskiego.

## Demografia
Według Narodowego Spisu Powszechnego (III 2011 r.) wieś liczyła 490 mieszkańców. Jest dziewiątą co do wielkości miejscowością gminy Grudziądz.

## Zabytki
Według rejestru zabytków NID na listę zabytków wpisany jest park dworski z XIX w., nr rej.: A/300 z 25.11.1986.